# Юсуф Ідріс
Юсуф Ідріс (араб. يوسف إدريس; 19 травня 1927, Бейрум — 1 серпня 1991, Каїр, Єгипет) — єгипетський письменник, новеліст, публіцист, критик, есеїст.

## Життєпис

### Родина та дитинство
Юсуф Ідріс народився 19 травня 1927 року в Бейрумі, провінція Шаркійя, в родині Алі Ідріса, управителя маєтку паші. Родина Алі Ідріса складалася з двох його дружин та сімох дітей — двох дівчат та п'ятьох хлопчиків, серед яких Юсуф був старшим. Мати майбутнього письменника, за його словами, була суворою та владною жінкою, яка тримала дітей у строгості та карала за найменшу провину. Пізніше риси матері знайшли відображення в образі Туфахи з оповіді «Випадок».
Коли Юсуф сягнув шкільного віку, його відправили на навчання у початковій школі в село до батьків матері. Навчання у середній школі проходило вже в місті Дам'ят, де Юсуф жив на зйомній квартирі разом із своїм дев'ятирічним братом. Саме у цей період майбутній письменник познайомився з арабськими перекладами творів європейських авторів, що у визначило у майбутньому стиль автора.

### Дорослі роки життя
У 1945 році вісімнадцятирічний Юсуф вступив до Каїрського університету на факультет медицини, де одразу включився в політичну діяльність. У 1946 році був створений Національний комітет робочих та студентів, який ставив собі за мету боротьбу з режимом Фарука І. Юсуф Ідріс вступив до комітету у тому ж році, у 1951 його було обрано секретарем виконавчого комітету Каїрського університету зі збройної боротьби.
Разом з політичною діяльністю Ідріс почав займатися і літературою. Він вступив до літературного гуртка при факультеті, де познайомився з Салахом Хафезом та Мустафою Махмудом (перший згодом став відомим журналістом, другий — письменником та філософом), під впливом яких пише перші оповідання.
Після закінчення університету Ідріса розподілено лікарем-інтерном у найстарішу каїрську державну лікарню Каср аль-Айні, де він працював у 1959—1960 рр. Ідріс продовжував керувати літературною сторінкою «Роз аль-Юсуф» та брав участь у русі прихильників миру, який виник в Єгипті у 1950 р. У 1953 році як секретар єгипетської делегації він поїхав до Відня на конгрес прихильників миру. Після конгресу мандрував Європою, відвідуавав Угорщину, Чехословаччину, НДР. Повернувшись до Єгипту, знайшов своє місце в лікарні зайнятим і влаштувався на роботу у відділ охорони здоров'я каїрського муніципалітету.
У серпні 1954 року Ідріса заарештували за звинуваченням у комуністичній діяльності на тринадцять місяців. Під тиском він відмовився від своїх політичних поглядів.
Помер 1 серпня 1991 року.

### Особисте життя
Був одружений, мав трьох дітей.

## Літературна творчість
Перша оповідь Ідріса «Прокляття гори» була надрукована у 1950 році в літературному журналі «Роз аль-Юсуф», який згодом запропонував молодому автору завідувати літературною сторінкою. Твори Ідріса почали з'являтися в газетах «ал-Малйун», «ал-Мисрі» та журналі «аль-Катіб». У 1954 році вийшла друком перша збірка новел «Найдешевші ночі». Після цього про нього заговорили як про засновника нової школи в єгипетській новелістиці.
Згодом, з кінця 1950-х років, у творчості письменника простежується спад революційного накалу по відношенню до внутрішньоєгипетських проблем та підтримка офіційної лінії уряду. У 1956 році вийшла друком його збірка «Республіка Фархат», у 1957 — «Герої», «Дві п'єси» та збірка новел «Хіба не так?», а у 1959 — повість «Гріх». З 1973 по 1982 працював у газеті «аль-Ахра».

## Нагороди
- Орден Алжиру (1961)
- Орден Республіки (1963; 1967)
- Орден «Науки та Мистецтва» І ступеня (1980)